# Abulcasis
Abulcasis, též Abú Kásim, nebo Al-Zahráví, plným jménem Abú al-Kásim Chalaf ibn al-Abbás al-Zahrávī (936, Medina Azahara – 1013) byl arabský lékař a chemik narozený nedaleko dnešní Córdoby a působící v Al-Andalus (muslimském Španělsku). Často je nazýván „otcem chirurgie“ (stejně jako Sušruta). Proslul lékařským encyklopedickým dílem Al-Tasrif či Kitab al-Tasrif (v překladu Sbírka), které sepsal okolo roku 1000, a které díky latinským překladům (zvláště chirurgické části) položilo základy středověkého evropského lékařství. Objevil dědičnou povahu hemofilie a jako první popsal mimoděložní těhotenství. Působil na dvoře cordóbského chalífy Al-Hakama II. O jeho životě je málo známo, jeho jméno je prvně zmíněno v díle Ibn Hazma, první biografická informace se nachází až v díle, jež vzniklo 60 let po Abulcasisově smrti (Jadhvat al-Muktabis).